# Antonio Zabaleta
Antonio Zabaleta (Madrid, 1803 – Madrid, 1864) è stato un architetto spagnolo.
Di origine cantabro, Antonio Zabaleta è stato un importante artista dello scenario romantico della capitale spagnola.
Zabaleta, particolarmente attivo anche nella città di Santander, ha vissuto l'epoca in cui si sperimentava la transizione dal periodo neoclassico al romanticismo.

## Biografia

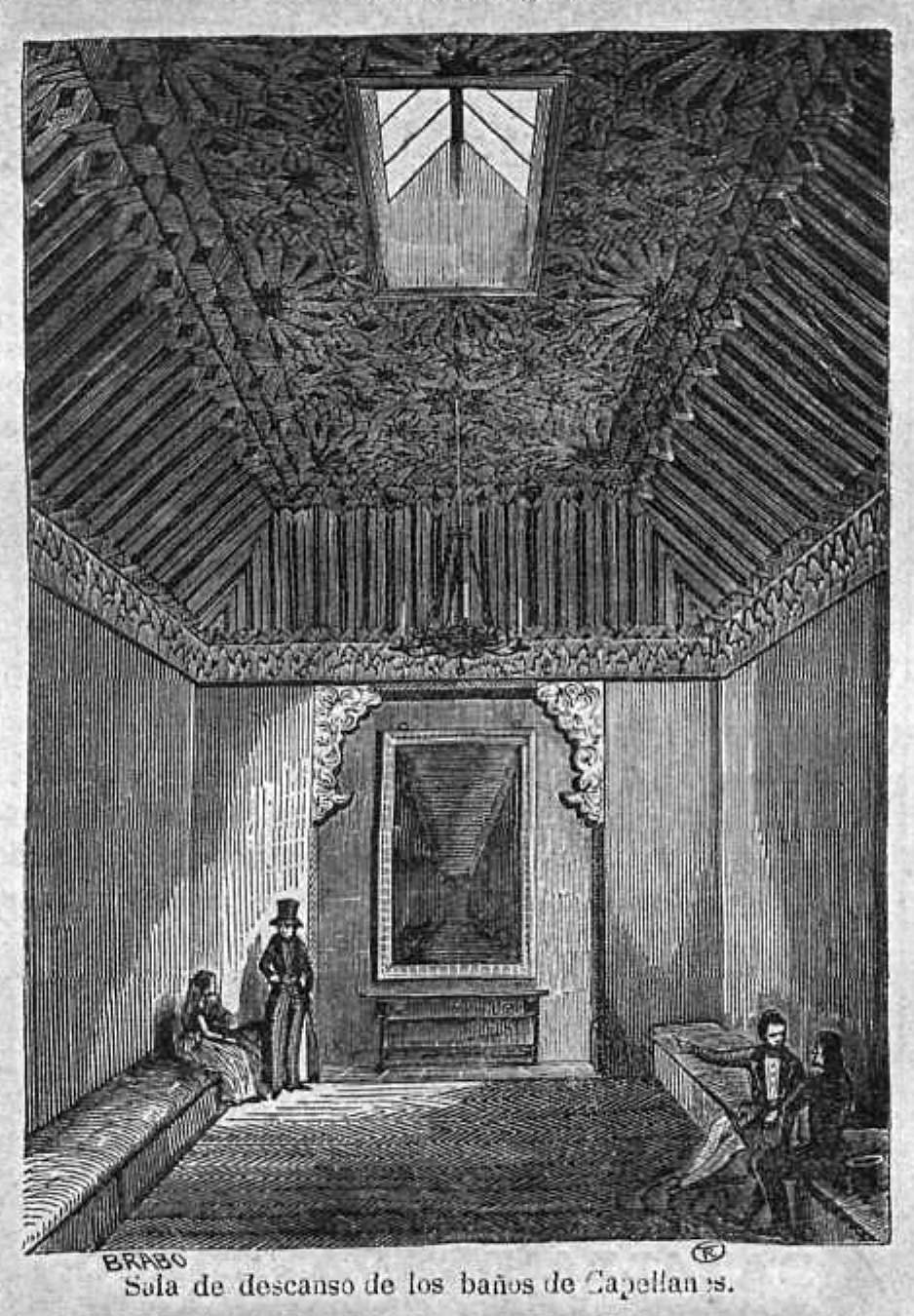
Bagni dei Cappellani (1849)

Nel 1823, è dovuto emigrare fuori dal suo paese natale per motivi politici e, grazie a questo, ha avuto la possibilità di studiare architettura a Parigi prima, fino al 1830, e a Roma poi, dove, tre anni più tardi riuscirà ad ottenere il titolo d'architetto.
Ritorna in Spagna come professore d'architettura legale e pratica della costruzione alla Scuola Speciale d'Architettura di Madrid, diventando direttore del centro dal 1854 al 1855.

## Opere
Si presenta a vari concorsi architettonici nazionali, arrivando secondo per il disegno del Palazzo del Congresso dei Deputati, bando vinto da Narciso Pascual y Colomer.
Tra le sue opere più importanti si possono trovare edifici famosi di Madrid come l'entrata della Plaza de Celenque e i Bagni dei Cappellani (Baños de los Capellanos) o, nella città di Santander, la chiesa di Santa Lucia.